# 巴比伦大炮
巴比伦大炮是火炮专家布尔博士为伊拉克前萨达姆政权设计建造的一款超级大炮。这是有史以来世界上最大的大炮。该炮重达2100吨，长达150米，布尔博士希望用这门大炮能将重达2吨卫星送入太空，或将600公斤的炮弹打到1000公里开外。

## 历史
两伊战争爆发后伊拉克总统萨达姆派人将布尔博士邀请到巴格达，从此双方开始了近10年的军事合作。在此期间，布尔的公司为伊拉克军方提供的大口径火炮令伊拉克军队在战场上占据上风，而萨达姆则为布尔的火炮研究提供资金支持。
两伊战争结束后布尔找到萨达姆，希望双方合作，研发一款可以发射卫星的超级大炮，萨达姆对此颇感兴趣，于是由伊拉克提供资金，布尔的公司提供技术支持，这门大炮分为几个部分，分别由西班牙，瑞典，荷兰等国制造。
由于伊拉克敌对国家以色列等担心伊拉克将此炮用于发射大规模杀伤性武器，为此这门将为布尔博士带来巨大荣誉的超级大炮令他付出了生命的代价。布尔被暗杀后“巴比伦大炮”计划遭到重创，被迫搁置下来。

## 结局
布尔生前成功制造了一个原型，位于伊拉克中部沙漠的隐蔽场所，命名为 “巴比伦幼儿”大炮，该炮长40米，用于平射实验，该炮在海湾战争中躲过多国部队的轰炸，却未能躲过联合国的制裁。海湾战争结束后这门大炮被发现，随即被列为大规模杀伤性武器项目遭到销毁。

## 外部連結
- “巴比伦大炮”：能够发射卫星的“超级大炮”  （页面存档备份，存于）